# 桃介橋
桃介橋（ももすけばし）は、長野県木曽郡南木曽町読書（よみかき）にある木曽川に架けられた橋。橋の名は橋の建築主である大同電力社長福澤桃介に因む。桃の橋とも称される。
1922年（大正11年）に完成した木橋である。1978年（昭和53年）には破損・老朽化のため使用取りやめとなり、廃橋の町議会決議を受けるに至った。しかし撤去のための費用がなかったために実際に廃橋とはならず、1993年（平成5年）に南木曽町のふるさと創生事業「大正ロマンを偲ぶ桃介記念公園整備事業」の一環として復元され、再び渡河の用に供されるようになった。
意匠的・技術的に優秀と認められ、読書発電所施設の一部として日本国の重要文化財に指定されている。2007年には、近代化産業遺産の一部として公表された。

## 構造
4径間の吊橋であり、橋桁を鉛直方向に吊るとともに、水平方向にも地面からワイヤーで支えた吊り状構造になっている。橋桁トラスは木造で橋長は247.762 mと、木造吊橋としては日本でも有数の長さを誇る長大橋である。3基の橋脚のうち中央の橋脚には河川敷に下りる石階段が設けられ、川に親しめる工夫がなされると同時に橋脚の安定が図られている。「桃介橋保存・活用検討特別委員会」のメンバーであった当時名古屋大学在籍の馬場俊介は、論文「桃介橋の修復事業の検証 〜 力学的安全性照査の重要性」（1994年（平成6年））において、「本来は堅牢な構造とすべき中央橋脚が逆に最も脆弱な構造となっていることが、桃介橋の復元計画において最も難しい問題を提起した」との趣旨でこの点に触れている。
復元事業実施に当たっては「桃介橋保存・活用検討特別委員会」において、「安全性の保持」を必須要件とした上で「将来にわたり実施可能な維持・管理」と「文化財としての保存」の2つの要件のバランスをどのような形で取るかに注意が向けられた。これにより、必ずしも大正期当初の建設時に用いられた材料や構造に固執することなく柔軟に変更を加えつつも、強度不足の問題を人数制限により回避するなどの運用面からの方策があわせて取られている。
架橋当初は発電所建設資材の運搬を目的としていたことから、橋中央にはトロッコのレールが引かれていた。復元に際しても文化財としての価値を残すという観点から、その痕跡を残すように配慮されている。

### 諸元
- 橋長 - 247.762 m
- 幅員 - 2.728 m
- スパン 
  - 中央2径間：104.442 m、104.496 m
  - 左岸側1径間：23.950 m
  - 右岸側1径間：14.874 m
- トラス高 - 2.333 m
- 主塔高
  - 鉄筋コンクリート部：13.300 m,
  - 練石基礎部（中央）：14.326 m

## 命名の由来
桃介橋は、大同電力により、読書発電所建設資材の運搬路として架けられた。
橋の建築主で、当時大同電力の社長でもあった福澤桃介（1868年 - 1938年）にはこの橋を「桃介橋」と名付けたい意向があったものの、周囲に反対されたためやむなく「桃之橋」とした。「桃介橋」が正式に橋の名称とされたのは、1993年（平成5年）の復元時からである。
なお、福澤桃介は、桃介橋に限らず、発電所建設を建設する資材を運搬するために木曽川に架設した橋梁に、会社の幹部や功労者の名前を付けている。

## 歴史
- 1921年（大正10年） - 建設開始。
- 1922年（大正11年） - 完成。
- 1950年（昭和25年） - 読書村（現在の南木曽町）に寄贈され、村道となる。
- 1978年（昭和53年） - 増水による耐風索破断のため、通行止めとなる[1]。
- 1993年（平成5年） - 近代化遺産として復元され、通行可能となる。
- 1994年（平成6年） - 5月、土木学会田中賞作品賞を受賞[7]。12月27日、近代化遺産「読書発電所施設」の一部として日本国の重要文化財に指定される[3]。
- 2007年（平成19年） - 11月、近代化産業遺産「近畿の経済や中部のモノづくりを支えた中部山岳地域の電源開発の歩みを物語る近代化産業遺産群」の一部として公表される[8][9]。
- 2012年（平成24年） - 従来の水銀灯に替わるLEDを用いた夜間ライトアップ開始[10]。

## アクセス
- 東海旅客鉄道（JR東海）中央本線 南木曽駅より徒歩で約10分。
- 国道19号・長野県道264号南木曽停車場線沿線。

## 画像集

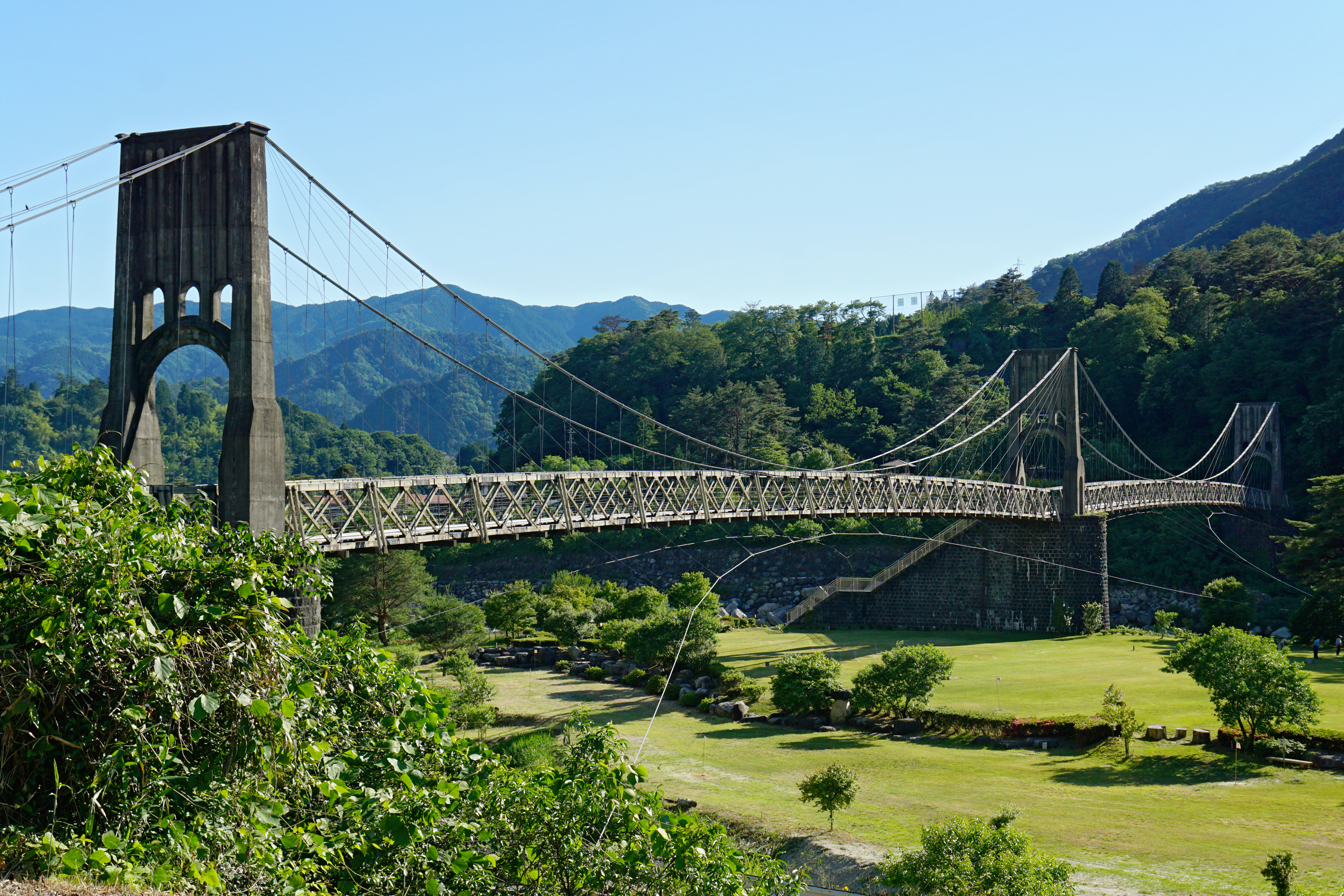
北東側の袂より（2015年6月）
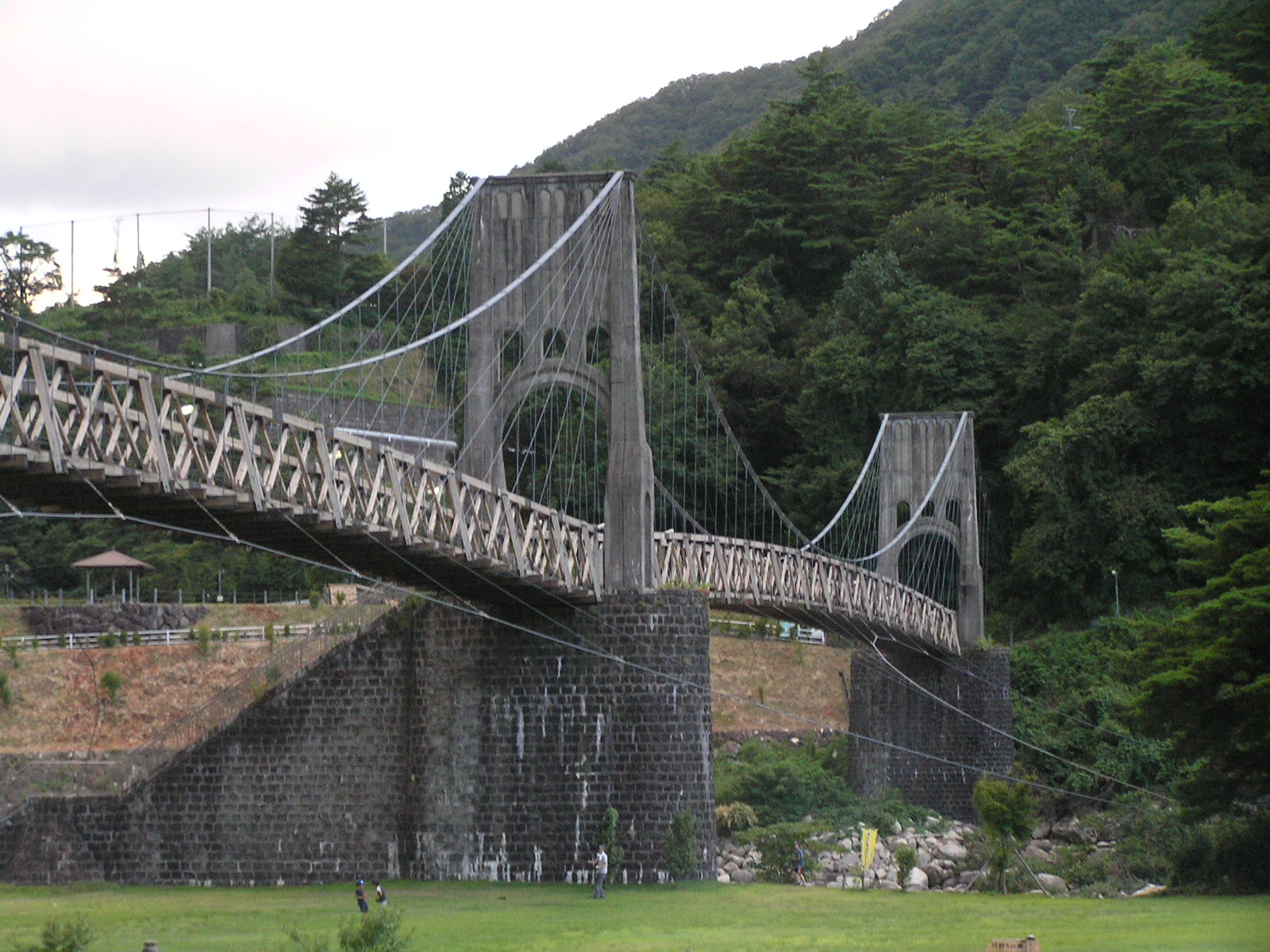
中央橋脚付近、水辺に下りる階段が設けられている。（2007年8月）
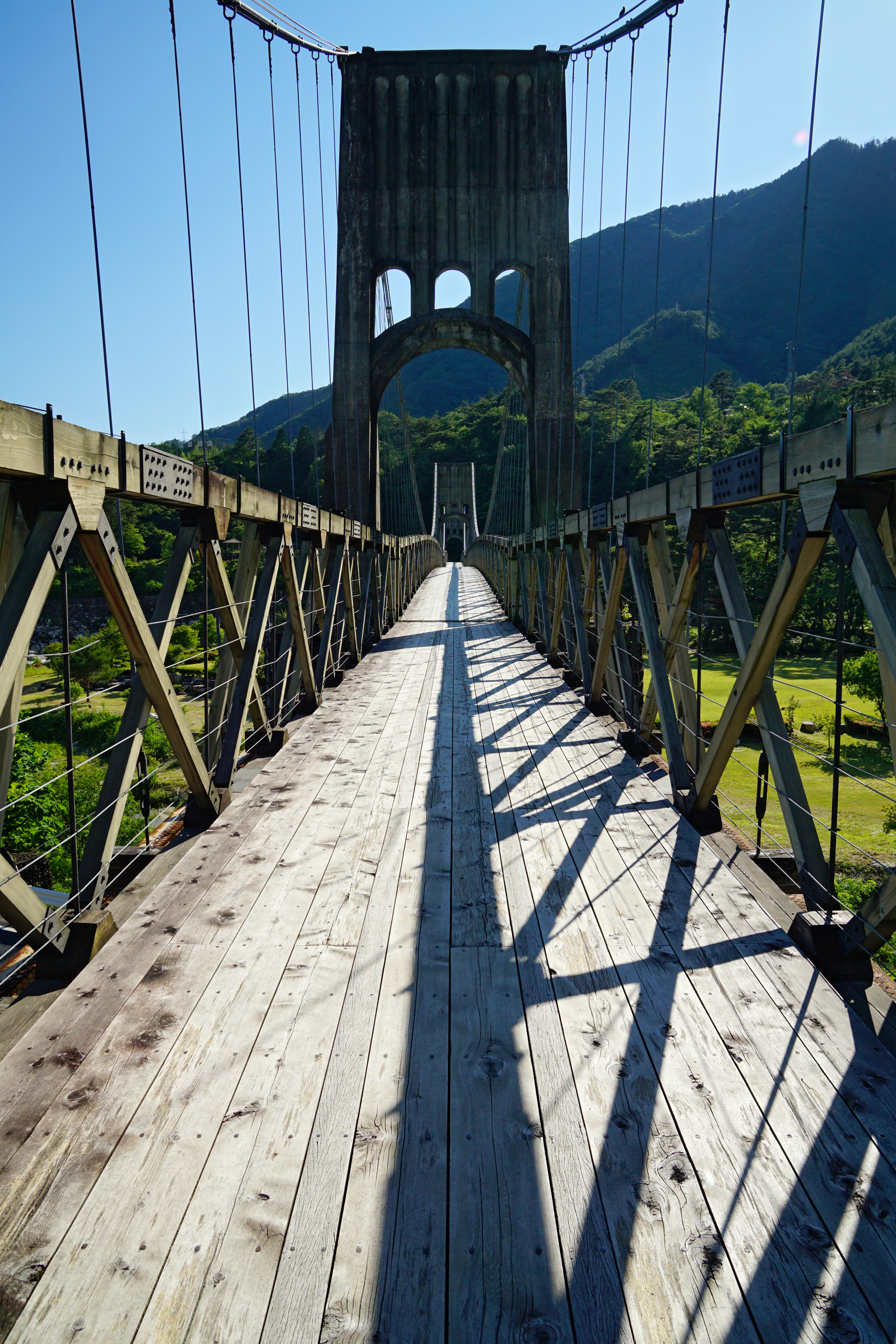
橋路面（2015年6月）
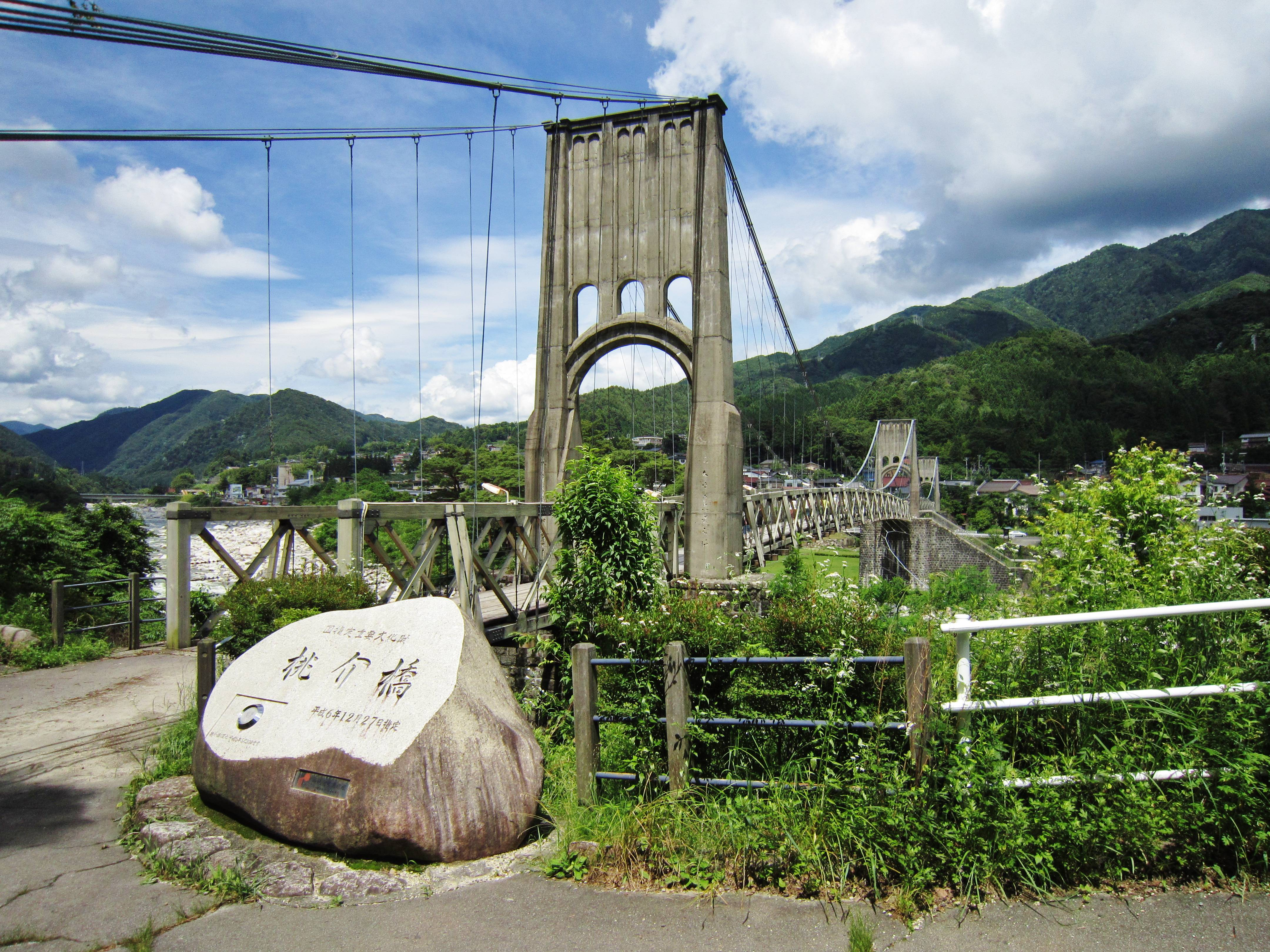
木曽川右岸、天白公園側の桃介橋袂。（2011年6月）
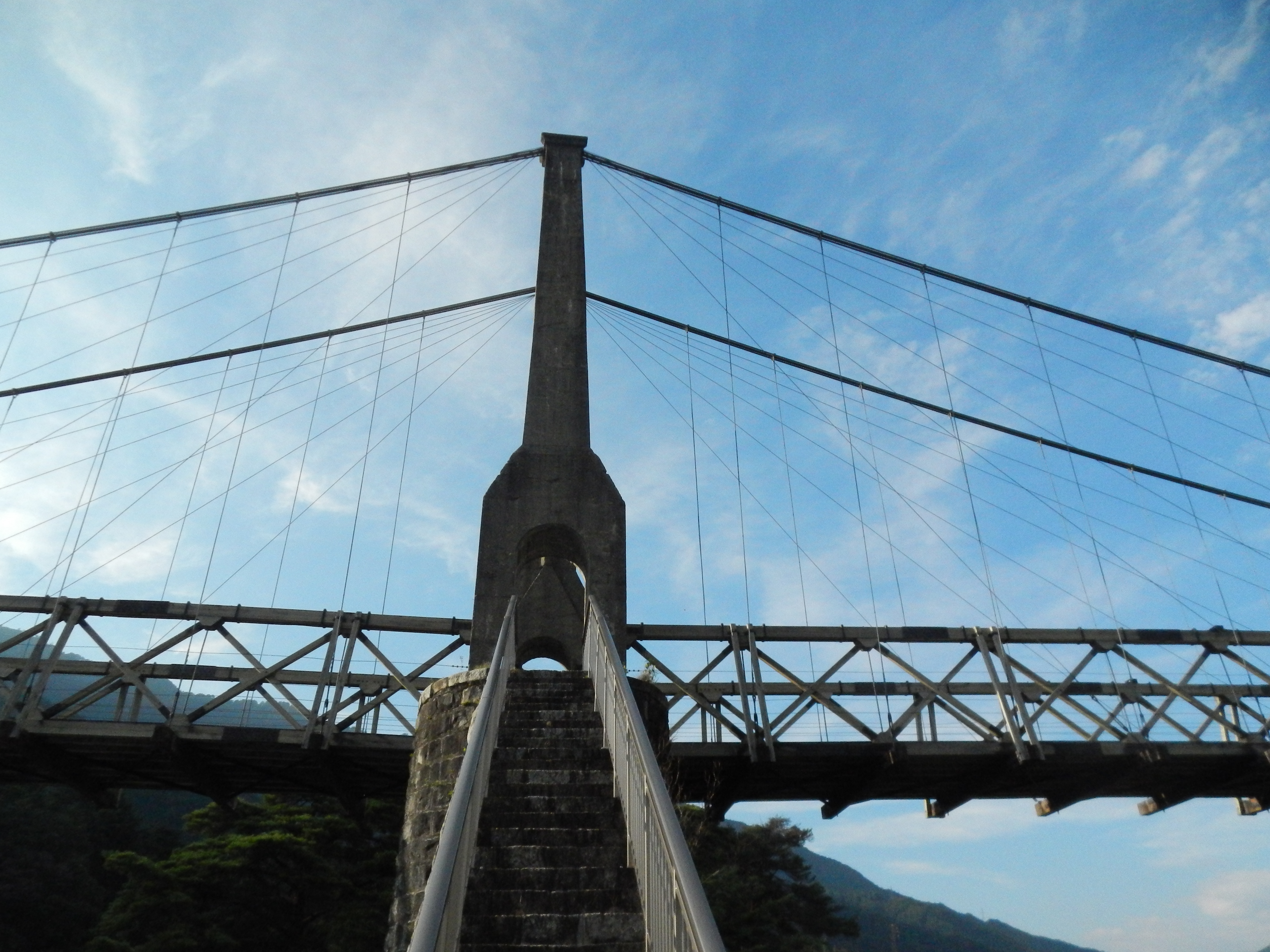
中央橋脚階段下より
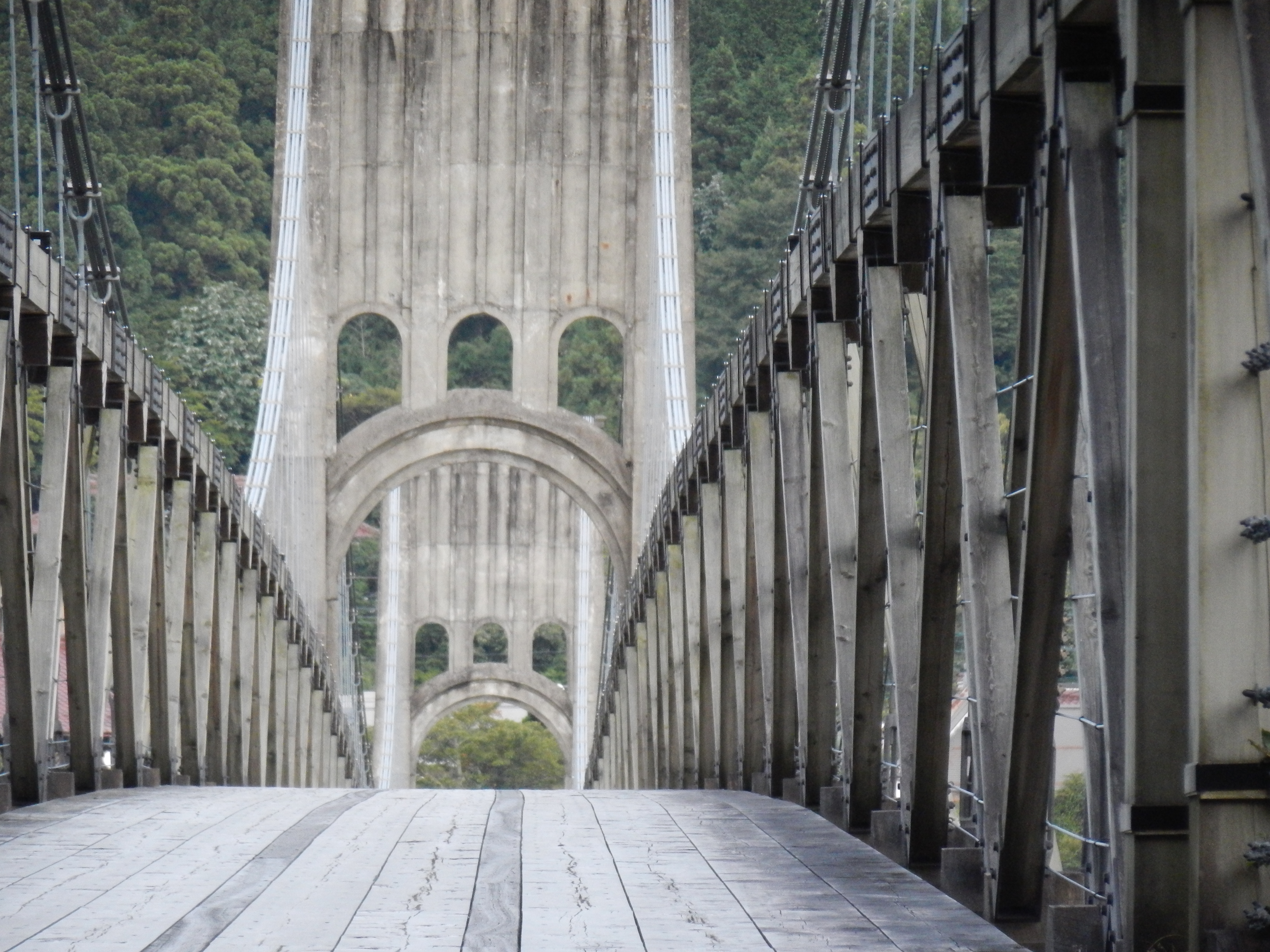
橋路面
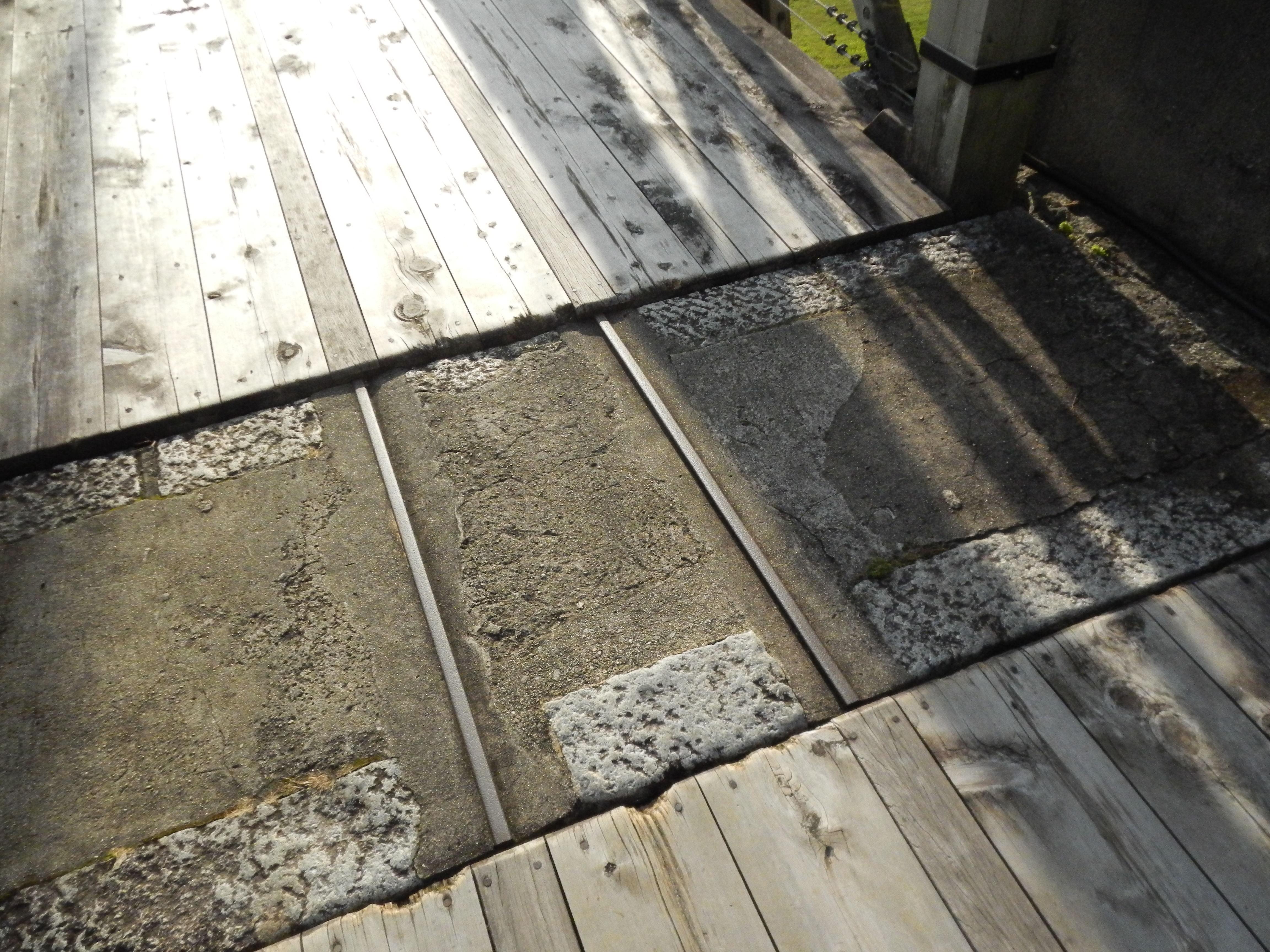
橋路面